# یونیسف
صندوق کودکان ملل متحد (به انگلیسی: United Nations Children's Fund) که بیشتر با نام (اختصاری unicef) خوانده می‌شود سازمانی است که ایجاد شد برای تامین غذای اضطراری و خدمات بهداشتی - درمانی کودکانی که در اثر جنگ جهانی دوم کشورهایشان تخریب شده بود. یونیسف در ۱۱ دسامبر ۱۹۴۶ به توصیه شورای اقتصادی و اجتماعی سازمان ملل متحد و تصویب مجمع عمومی سازمان ملل متحد ایجاد گردید.
در اکتبر ۱۹۵۳ مجمع عمومی ملل متحد، این سازمان را به عنوان یکی از ارکان دائمی سازمان ملل متحد به رسمیت شناخت و نام آن را از صندوق بین‌المللی اضطراری کودکان سازمان ملل به یونیسف تغییر داد. فعالیت‌های یونیسف عمدتاً برای ارائه کمک‌های لازم و حمایت از کودکان کشورهای در حال توسعه است.
ستاد یا مقر یونیسف در نیویورک است که با بودجه داوطلبانه اداره می‌شود. در سال ۱۹۶۵ جایزه صلح نوبل و در سال ۲۰۰۶ جایزه شاهزاده اتریش به این سازمان اعطا شد. این سازمان در ایالات متحده، کانادا و برخی کشورهای دیگر به برنامه «Trick-Or-Treat for UNICEF» یا برنامه جمع‌آوری اعانه از خانه‌ها شناخته ‌می‌شود.

## اولویت‌ها
یونیسف عمدتاً در نواحی فقیرتر آفریقا فعالیت می‌کند اگر چه کمک‌رسانی به سراسر جهان را در دستور کار دارد. یونیسف بیشتر در راستای سیاست حمایت از حقوق کودکان حرکت می‌کند.
در حال حاضر یونیسف ۵ اولویت اساسی را دنبال می‌کند: ۱) بقاء و رشد کودکان ۲) آموزش و تحصیلات پایه ۳) برابری جنسی ۴) حفاظت از کودکان در برابر خشونت، سوء استفاده و تجاوز ۵) HIV / ایدز
یونیسف برای پیشبرد وضعیت مشارکت کودکان از چهارده روش استفاده می‌کند. از مداخله مستقیم و قانونی گرفته تا آموزش و تحصیل و حتی تحقیق و جمع‌آوری داده‌های مورد اجماع.

## تحصیل
بی شک تحصیل سبب ارتقاء زندگی همه مردم و از جمله کودکان می‌شود. تحصیل زنان جوان به آنها دید روشنی دربارهٔ نسل‌های فعلی و آینده می‌بخشد و اثرات خاصی بر اولویت‌های یونیسف خواهد داشت. مثل بقای کودکان، کودکان در خانواده، مصون‌سازی و حفاظت از کودکان.
یکی از مهم‌ترین اهداف یونیسف در زمینه تحصیل، رهنمون شدن دختران بیشتر به مدرسه و اطمینان از باقی‌ماندن آنها در مدرسه است.

## مصون‌سازی مثبت
مصون‌سازی روش مستقیمی است که برای ارتقا سلامت بچه‌ها در ۲۰ سال اخیر در سراسر دنیا به کار گرفته شده‌است اما هر سال بیش از دو میلیون کودک در اثر امراضی که با واکسن ارزان قیمتی قابل پیشگیری هستند جان خود را از دست می‌دهند.
مقصود از مثبت در این روش مصون‌سازی مضاعفی است که می‌توان با واکسیناسیون همراه کرد. از آموزش مصرف مکمل‌های غذایی گرفته تا روش‌های مبارزه با حشرات خطرناک که جملگی از روش‌های تأثیرگذار برای حفظ سلامت کودکان هستند.

## حفاظت از کودکان
در جهان هر روز بچه‌ها را وادار می‌سازند به نیروهای نظامی بپیوندند، خودفروشی کنند، در کارگاه‌ها به کارهای سخت بپردازند و به عنوان خدمتکار مشغول به کار شوند. از بچه‌ها سوء استفاده می‌شود و مورد خشونت قرار می‌گیرند و نتیجه این که افرادی بیسواد، ناسالم و فقیر خواهند شد. یونیسف به طرق مختلف کارهایی می‌کند تا از حقوق بچه‌ها حفاظت و حمایت کند و مانع از به خدمت‌گیری آنان در جنگ‌ها، به کارگماردن آنان در بخش‌های دولتی و خصوصی و گروه‌های مدنی شود. در کنار این کوشش‌ها یونیسف از شبکه اطلاعاتی حقوق کودکان که یک شبکه بین‌المللی است حمایت می‌کند.

## اچ‌آی‌وی-ایدز
اینک ده میلیون کودک در اثر بیماری ایدز بی سرپرست شده‌اند. پیش‌بینی می‌شود که تا سال ۲۰۱۰ فقط در نواحی صحرای آفریقا بیش از ده میلیون کودک در اثر ایدز والدین خود را از دست بدهند. نیمی از مردم آلوده به این عفونت‌های جدید مردم زیر بیست و پنج سال هستند و البته دختران و افراد جوانتر بیش از پسران در معرض خطر هستند. کوشش برای حمایت از کودکان بی سرپرست، سپردن بچه‌ها به دیگران و ارائه خدمات به جوانان حساس و پشتیبانی از محیط‌های خانوادگی اجتماعی و قانونی از جمله کوشش‌های یونیسف هستند. این نماد برنامه‌های چندی را هم برای کنترل رفتارهای جنسی کودکان به صورت اینترنتی و غیر اینترنتی در دست اجرا دارد.

## کودکی
یونیسف یک روش کلی مبتنی بر مدارک عینی برای دوران آغاز زندگی بچه‌ها دنبال می‌کند که شامل اصول زیر است:
- پیشگیری و درمان شامل ایمن‌سازی، تغذیه مناسب، آب سالم و بهداشت اولیه می‌بایست برای کودکان، مراقبان آنها و جامعه‌ای که آنها در آن زندگی می‌کنند فراهم آید.
- بچه‌ها باید در بدو تولد شناسنامه دریافت کنند و از سوء استفاده و بی‌توجهی در امان بمانند و با عشق و مراقبت‌های روانی و اجتماعی رشد کرده و از امکانات تحصیلی برخوردار باشند.
- دختران برابر با پسران باید از تغذیه، مراقبت‌های بهداشتی، تحصیل و پشتیبانی خانواده برخوردار بوده و به حقوق ایشان احترام گذاشته شود. آنها نیازمند اطلاعات در مورد سلامت و ریسک‌های زندگی دربارهٔ خویش و فرزندانشان در اثر تعداد بارداری و شیردادن به نوزادهایشان هستند.[۳]

## استنباط عمومی
یونیسف یک سازمان جهانی است که به امور کودکان می‌پردازد. بیش از شصت سال از تأسیس این نهاد می‌گذرد و به مرجع اول سازمان‌های دولتی و غیردولتی تبدیل شده‌است و بیش از هر سازمان دیگری به جمع‌آوری اطلاعات و تحقیق در مورد کودکان اهتمام دارد و راجع به ابعاد مختلف سلامت و محیط‌های زندگی کودکان می‌پردازد. همچنین در سراسر دنیا هدایت کمک‌های مالی را برای کودکان نیازمند به عهده دارد.
اما گروه‌ها، دولت‌ها و افراد بسیاری یونیسف را مورد انتقاد قرار داده‌اند که چرا در تأمین نیازهای گروه خود و تأمین منافع آن ناتوان مانده‌است؟ از جمله انتقادات اخیر از یونیسف می‌توان به شکست این نهاد در مقابله با برده‌داری در سودان، سیاست آن در امر مقابله با ترویج مصرف غذاهای تکمیلی به جای شیر مادر در بیمارستانهای کشورهای در حال توسعه و توسل به پیمان‌نامه حقوق کودک سال ۱۹۹۰ که تمام کشورهای دنیا به جز ایالات متحده و سومالی آن را تصویب کرده‌اند نام برد.
یونیسف یک سازمان بین‌المللی است و لذا برای دولت‌ها از اعتبار خاصی برخوردار است و به همین خاطر در تمام کشورهای دنیا فعالیت دارد و حتی گاهی از نقض حقوق بشر در کشورهای جهان سخن می‌گوید.
یونیسف برای وجود برخی گرایش‌های سیاسی هم مورد انتقاد است. در حالی که هدف این نهاد تأمین بودجه برای سازمان‌های غیر سیاسی است در گزارش سازمان‌های غیردولتی اخیراً اسرائیل از حمایت یونیسف از گروه فلسطینی PYALARA انتقاد کرده‌است، اگر چه یونیسف در دفاع از خود گفته‌است که این گروه حمایت از کودکان بی سرپرست و بی‌خانمان فلسطینی را به عهده دارد.
کلیسای کاتولیک نیز از یونیسف برای رد هدایای واتیکان انتقاد کرده و نیز به گزارش‌های انجمن زندگی آمریکا استناد کرده که بخشی از بودجه این نهاد صرف جراحی و سقط جنین (امور بهداشتی) می‌شود، دلیل این انتقادها و محکومیت‌ها آن است که یونیسف اطلاعات زیادی را در مورد اقدامات احتمالی در مورد دختران که در جنگ‌های داخلی در خطر و تهدید تجاوز جنسی سربازان قرار دارند منتشر می‌کند و آموزش مقابله با ایدز و کاهش زایمانهای ناخواسته را در دستور کار خود دارد.

## پشتیبانی مالی
در ۷ سپتامبر ۲۰۰۶ توافقنامه‌ای بین یونیسف و باشگاه فوتبال اسپانیایی اف‌سی بارسلونا بسته شد که بر پایه آن این باشگاه ۰/۷ درصد از درآمد خود را به مدت پنج سال به این سازمان اهدا کند و این تیم لوگوی تبلیغاتی «UNICEF» را بر روی پیراهن خود به کار ببرد.
این نخستین بار است که یونیسف از چنین اسپانسری برخوردار شده‌است. ضمن این که نخستین بار در طول تاریخ باشگاه بارسلونا است که از مارک سازمانی دیگر بر روی پیراهنش بهره می‌گیرد.

## صندوق اعانات یونیسف
از سال ۱۹۵۰ که گروه کودکان در فیلادلفیا، پنسیلوانیا هفده دلار در جشن هالووین به قربانیان پس از جنگ جهانی دوم کمک کرد تهیه صندوق اعانه یونیسف در دستور کار این سازمان قرار گرفت و در آمریکای شمالی در فصل شکار مراسم کمک به یونیسف به یک رسم تبدیل شده‌است. این «صندوق‌های جمع‌آوری» اعانه کودکان فقیر مدارس و سایر نقاط (مثل هالمارک) کمک کرده و مبالغ گردآمده را تا پیش از ۳۱ اکتبر به بچه‌ها می‌رساند. تاکنون این صندوق در حدود ۹۱ میلیون دلار کانادا و ۱۳۲ میلیون دلار آمریکا در این دو کشور جمع‌آوری کرده‌است.

## ارکان یونیسف
- هیئت اجرایی: متشکل از نمایندگان چهل و یک دولت عضو است که برای مدت سه سال از طرف شورای اقتصادی و اجتماعی ملل متحد انتخاب می‌شوند.
- دبیرخانه: یک مدیر اجرایی به عنوان رئیس دبیرخانه از سوی دبیرکل سازمان ملل و با مشورت هیئت اجرایی انتخاب می‌شود.
- دفاتر منطقه‌ای: این دفاتر به سازمان‌های مختلف دولت‌های عضو در اجرای برنامه‌های مشترک یاری می‌دهند.
- آفریقای شرقی و جنوبی – نایروبی
- آفریقای مرکزی و غربی – آبیجان
- آمریکا - بوگوتا
- آسیای شرقی و پاکستان – بانکوک
- خاورمیانه و شمال آفریقا – امان
- آسیای مرکزی و جنوبی – دهلی نو[۷]